# Тобоков, Даниил Михайлович
Даниил Михайлович Тобоков (22(10) декабря 1876—1949?) — купец из крестьян, депутат Государственной думы II созыва от Томской губернии

## Биография
По соcловной принадлежности определён как крестьянин. Родился в семье крещеного Михаила Васильевича Тобокова (1850—1916) от его брака с первой женой по национальности алтайкой на стойбище в аилахе Салганда Бийского уезда Томской губернии. По другим данным родился в селе Улала Бийского уезда Томской губернии. Национальность отца в переписи 1896 года была определена как «черневой татарин», он был зайсаном сеока Комдош в Комляжской волости, с центром в Карасуке. Таким образом, Д. М. Тобоков рассматривается, как первый алтаец, избранный в Государственную Думу, однако в думских документах значился русским. Даниил получил домашнее начальное образование, учился в Томском торговом училище, но, по-видимому, его не окончил.. Занимался скотоводством и торговлей его продуктами. Открыл в селе Улала магазин швейных машинок «Зингер». Способствовал тому, что многие алтайские дети поступали в катехизаторское Бийское училище, а затем в Томский университет. По его настоянию в Томский университет поступил будущий создатель алтайской азбуки Н. А. Каланаков.
Во время выборов в Думу был внепартийным. Русским языком владел не очень хорошо, но это не помешало избранию. Во время избирательной кампании во вторую Думу был записан как крестьянин-скотовод деревни Карасук Комляжской волости Бийского уезда Томской губернии.
Принимал участие в выборах в Первую Государственную Думу. В феврале 1906 года избран для участия в уездном избирательном собрании. 7 мая 1906 года съездом уполномоченных от волостей Бийского уезда был избран выборщиком. Но 31 мая 1906 года на Томском губернском избирательном собрании депутатом избран не был.
8 апреля 1907 года съездом уполномоченных от волостей Бийского уезда был избран выборщиком. 10 мая 1907 года избран в Государственную думу II созыва от общего состава выборщиков Томского губернского избирательного собрания (42 избирательных шара против 38 неизбирательных). В Думе оставался беспартийным, не входя в думские фракции. Вошёл в сибирскую парламентскую группу депутатов. В комиссиях Думы не состоял, с трибуны Государственной Думы на её общих заседаниях не выступал. Во время работы в Думе сумел получить разрешение на открытие винной лавки в Улале. Позднее построил и открыл первый и последний в истории Горно-Алтайска официальный «Дом терпимости» на 30 девок.
Предпринял попытку открыть отделение банка в Онгудае. Инициировал отделение Горного Алтая сначала в качестве уезда, а затем в территориально-национальную автономию в рамках Российского государства. Был участником Бийского и Улалинского Горноалтайских съездов. В мае 1917 года направил в адрес губернского Народного собрания в Томске телеграмму с предложением санкционировать созыв летом того же года съезда инородцев Горного Алтая для обсуждения проблем территориального самоуправления. На состоявшемся в июле Бийском съезде его избрали в состав так называемой Горной думы, а после Улалинского съезда, вероятно, стал членом Горно-Алтайской окружной управы. После свержения советской власти летом 1918 года был кооптирован в члены Сибирской областной думы. В 1919 году эмигрировал в Кобдо. Участвовал в финансировании отрядов Кайгородова.
Из Кобдо переехали в Тяньзинь (совр. Тяньцзинь) в Китае. По непроверенным данным был директором русско-китайского банка в Сянь-Цине в Маньчжурии.
В 1934 году из Тяньдзина прибыл в Мукден, где жил на улице И-ден-лу, 50. Служил в торговой фирме "Ушаков и Немецкий и Ко" коммерсантом по покупкеи пушных товаров. В 1937 году стал начальником финансового, несколько позднее - финансового и благотворительного отделов Главного Бюро по делам российских эмигрантов в Маньчжурской империи в  Мукдене. Занимал эту должность до 1944 года, когда  11 мая  был окончательно освобожден от неё «из-за болезненного состояния». 
Последние архивные изыскания дают основания считать, что Даниил Тобоков скончался примерно в 1949 году в Китае.

## Семья
- Первая жена — Варвара Ивановна Чувалкова, стряпуха, прожили вместе недолго[9].
- Вторая жена — дочь купца второй гильдии из Бийска Григория Бодунова, по не проверенным данным вернулась из эмиграции в Китае, и вышла второй раз замуж[3].

По одним сведениям оба брака были бездетными, по другим — два сына, дочь и жена были расстреляны в 1920-е годы. Вероятно, речь шла о первой жене, и детях от первого брака.
- Брат — Иван, зайсан Паспаульской волости[3].

Единокровные братья и сестра от второго брака отца с Евдокией Семёновной Тобоковой (1869 — 5 сентября 1896 года):
- Брат — Фёдор (1888—?)[9]
- Брат — Павел (1890—?)[3].
- Брат — Александр (1893—?)[3].
- Сестра — Александра (1896—?)[3].

- Внебрачный сын отца — Пётр (1888—?)[9]

## Память
2 апреля 2013 года в Горно-Алатйске открыта памятная доска в честь первого депутата Думы алтайца по национальности

### Архивы
- Российский государственный исторический архив. Фонд 1278. Опись 1 (2-й созыв). Дело 434; Дело 637. Лист 11, 12.